# Ruscino
Ruscino était un antique oppidum ibère  situé près de Perpignan, dans le département des Pyrénées-Orientales. Il a donné son nom au Roussillon ainsi qu'à l'ancienne commune de Château-Roussillon aujourd'hui rattachée à Perpignan, où il se trouve.

## Situation
Ruscino était situé entre Perpignan et la mer, sur un promontoire dominant la basse vallée de la Têt.

## Toponymie
On retrouve le nom de Ruscino sur le premier des quatre Gobelets de Vicarello (Ruscinonem XXV), l'Itinéraire d'Antonin et la Table de Peutinger. Pline l'Ancien quant à lui nomme le lieu Oppidum latinorum.
Avant Jésus-Christ, le nom du lieu est connu sous différentes formes : Roschinus, Ruscino, Ruscinos, Ruskinon et Ruscionem. Au Ier siècle, on rencontre Ruscino, Ruscino latinorum et Colonia Ruscino, suivi au IIe siècle Ruscinon polis et au IIIe siècle Ruscione.

## Historique
Les premières traces d'habitat sur le site remontent aux environs de  600 av. J.-C. Les Ibères y vivaient de pêche et d'agriculture, du travail du fer, de l'artisanat et faisaient du commerce avec les Grecs. Des constructions en pierre apparaissent vers 400 av. J.-C. Des silos à grains en terre cuite enfouis dans le sol ont été mis au jour. 
En 218 av. J.-C., Les Romains tentèrent, sans succès, de soulever les Celtes de la région contre Hannibal qui marchait sur Rome.  
L'oppidum fut romanisé lors de la fondation de la province de Gaule narbonnaise et de la réfection de la Via Domitia au IIe siècle av. J.-C. Cependant, d'après les fouilles archéologique, la ville romaine ne serait née qu'au milieu du Ier siècle av. J.-C..
Les Romains construisirent une ville selon leurs principes urbanistiques et Ruscino devint le chef-lieu de la civitas des Sordes.
Elle reçut ensuite le statut de « cité de droit latin » lui conférant de nombreux avantages. Elle profitera du commerce local ainsi que de celui engendré par la Via Domitia. Son apogée est marquée à la fin du Ier siècle av. J.-C., où elle se dote d'un forum monumental sous Auguste. La ville périclite ensuite à la fin du siècle suivant au profit d'Elne (Oppidum Illiberis) et de Narbo Martius (Narbonne).
Il se pourrait que le déclin du site ait été précipité par un fort séisme au début du IIe siècle.

## Vestiges
Les vestiges archéologiques, qui s'étendent de premier âge du fer au Haut Moyen Âge, sont inscrits monument historique depuis 1954.
Des vestiges du forum de 60 m de long, 50 de large et 10 de haut ont été mis au jour. On a retrouvé des restes de canaux d'irrigation et des citernes.
Un quartier d'habitation a été retrouvé avec les vestiges de cinq domus de type italique avec des restes de peintures murales de style pompéien des IIe et IIIe siècles ainsi. Furent également retrouvés les vestiges de thermes et de lieux de stockage de denrées : céréales, olives, vin et des vestiges de forges, des amphores.